# NGC 833
NGC 833 este o galaxie seyfert de tip 2⁠(d) situată în constelația Balena. A fost descoperită în 28 noiembrie 1785 de către William Herschel. Se află la o distanță de 56,3 de megaparseci de Pământ.